# Magneuptychia terentia
Magneuptychia terentia är en fjärilsart som beskrevs av Felder 1867. Magneuptychia terentia ingår i släktet Magneuptychia och familjen praktfjärilar. Inga underarter finns listade i Catalogue of Life.